# Gáti Gábor
Gáti Gábor (Budapest, 1937. szeptember 3.–) magyar szobrász és éremművész.
A monumentális köztéri művek és kisplasztikák mellett jelentős az éremművészeti tevékenysége. Rendszeresen készít a Magyar Nemzeti Bank felkérésére emlékérme tervet. Kiemelkedőek a talált tárgyak felhasználásával készült érmei.

## Tanulmányai
1961-ben diplomázott a Képzőművészeti Főiskolán, ahol Pátzay Pál tanítványa volt.
Mestereinek vallja Pátzay Pált, Gyenes Tamást, Mikus Sándort és Somogyi Józsefet.

## Kiállításai

### Csoportos kiállítások (válogatás)
- 1964 – Vásárhelyi Tárlatok 1954-1963, Magyar Nemzeti Galéria, Budapest
- 1969, 1976, 1979, 1981, 1987, 1991, 1995, 1997, 2005 Országos Kisplasztikai Biennále, Pécs
- 1972 – 6. Balatoni Nyári Tárlat, Balatoni Múzeum, Keszthely
- 1974 – Vásárhelyi Tárlatok 1964-1973, Magyar Nemzeti Galéria, Budapest
- 1977-1979, 1983-1995, 1999-2005 Országos Érembiennále, Lábasház, Sopron
- 1977, 1979, 1983-2002, 2007 FIDEM Nemzetközi Éremművészeti Kiállítás
- 1979 – Kép '90, Műcsarnok, Budapest
- 1994 – Tavaszi Tárlat, Petőfi Csarnok, Budapest
- 1995 – Városi Galéria, Nyíregyháza
- 1997 – Határesetek. Az érem harmadik oldala, Budapest Galéria, Budapest
- 1999, 2003, 2005 Nemzetközi Kortárs Érembiennále, Seixal
- 2001 – Szobrászaton innen és túl, Műcsarnok, Budapest
- 2002 – Duna, Moldva, és Visztula mentén. Éremkészítők és műveik, Éremművészeti Múzeum, Wrocław
- 2002 – 25 éves a Nyíregyháza-Sóstó Nemzetközi Éremművészeti és Kisplasztikai Alkotótelep, Árkád Galéria, Budapest
- 2002 – Mesterveretek Szabó Géza ötvösmester műhelyéből, Szegedi vár, Szeged
- 2003 – Jelentés. A Magyar Szobrász Társaság kiállítása, Vigadó Galéria, Budapest
- 2003 – Érem és irodalom, Petőfi Irodalmi Múzeum, Budapest
- 2003 – 2004 Esetek és határesetek - Határok és átjárások az éremművészetben, Párizs; Budapest; Kremnica; Szófia; Rusze; Pleven
- 2005 – Határesetek az Éremművészetben III., MKISZ Székháza, Budapest
- 2006 –  Emlékeink - 1956[3] Budapest, MKISZ Székháza, Budapest; Éremművészeti Múzeum, Wrocław

### Egyéni kiállításai (válogatás)
- 1972 – Stúdió Galéria, Budapest
- 1980 – Helikon Galéria, Budapest
- 1983 – Budafoki Művelődési Központ
- 1988 – Vármúzeum, Esztergom
- 1990 – Református templom, Nyírbátor
- 1991 – Lábasház, Sopron
- 1995 – Városi Galéria, Nyíregyháza
- 1999 – Kék Iskola Galéria, Budapest
- 2006 – Társalgó Galéria, Budapest
- 2007 – Budapest Galéria,[4] Budapest

## Díjai, elismerései (válogatás)
- Derkovits Gyula Képzőművészeti Ösztöndíj (1972-1975)
- SZOT ösztöndíj (1982-1983)
- 1982, 1985, 1989, a Vásárhelyi Őszi Tárlat munkadíja, Hódmezővásárhely.
- 1979 Országos Érembiennále, Sopron, a Rendezőbizottság díja
- 1983, 1986 Nemzetközi Kisplasztikai és Éremművészeti Alkotótelep, Nyíregyháza-Sóstó, a MKISZ díja
- 1987 X. Kisplasztikai Biennále, Pécs a Képző-és Iparművészeti Lektorátus díja.
- 1989 Munkácsy Mihály-díj
- 1989 VII. Országos Érembiennále, Sopron, Ferenczy Béni-díj
- 1991 Országos Kisplasztikai Biennále, Pécs, a Művészeti Alap díja
- 1999 XII. Országos Érembiennále, Sopron, a Nemzeti Kulturális Örökség Minisztériumának díja
- 2003 XIV. Országos Érembiennále,[5] Sopron, Szabó Géza ötvösmester díja a legjobb vert érem tervezőjének
- 2005 XV. Országos Érembiennále,[6] Sopron, a MAOE díja
- 2008 Ligeti Erika-díj

## Köztéri munkái (válogatás)

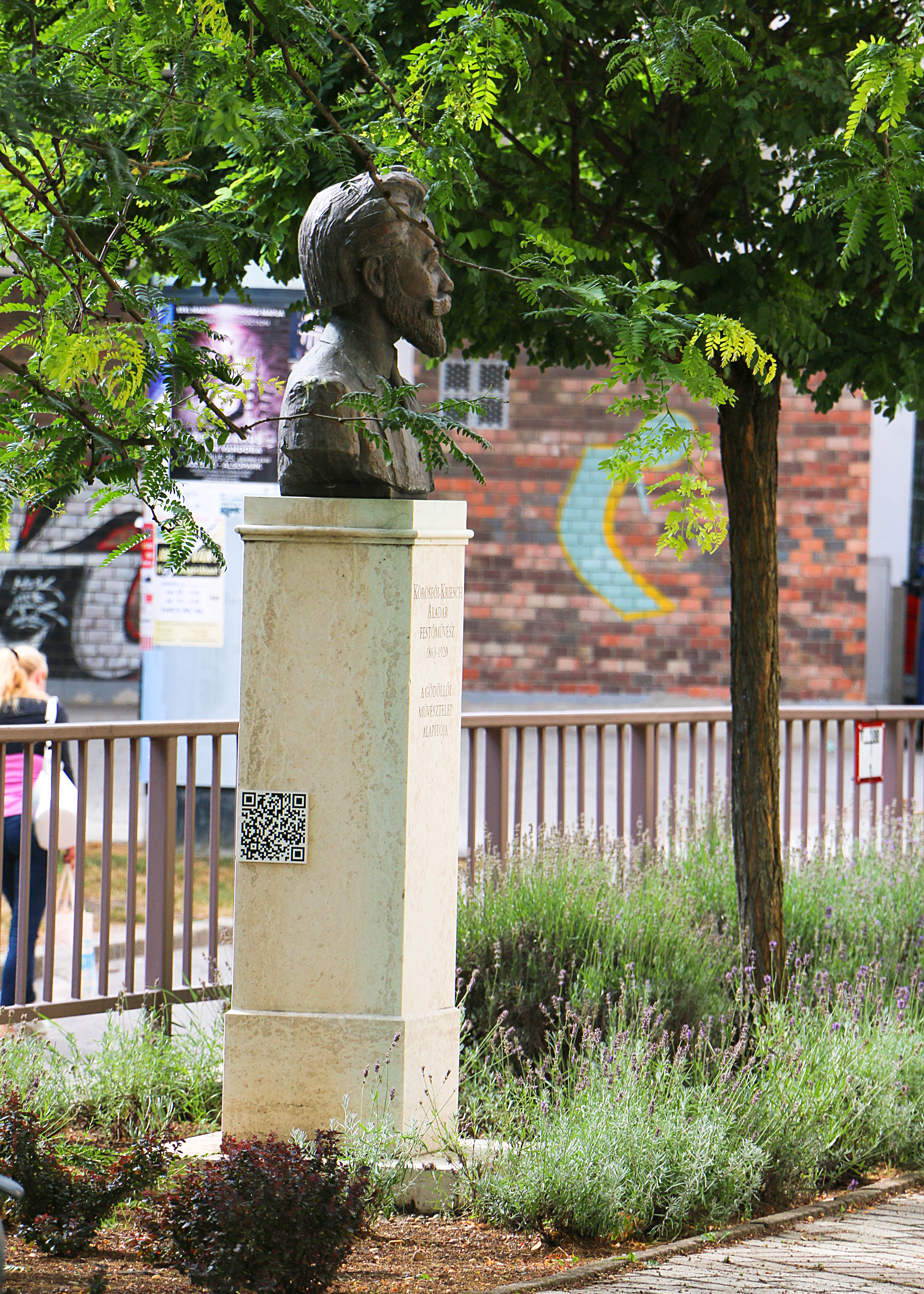
Körösfői-Kriesch Aladár bronz mellszobra, amit 2007-ben avattak Gödöllőn

- 1965 – Csikó (alumínium, plasztika, Tatabánya-Újváros, óvoda)
- 1967 – Ülő leány (kő, szobor, Rudabánya, Gvadányi Művelődési Ház kertje)
- 1970 – Csizmadia Gyula (mészkő, portrédombormű, Komló, Vájár Iskola)
- 1971 – Zalka Máté-portré (vörös gránit, mellszobor, Zalka Máté Katonai Főiskola)
- 1971 – Lenin (bronz, mellszobor, Szarvas, Felsőfokú Óvónőképző Intézet)
- 1973 – Lenin (gipsz, mellszobor, Magyar Állami Eötvös L. Geofizikai Intézet)
- 1974 – Szemere Bertalan (mészkő, emlékoszlop, Vatta, Községi park)
- 1975 – Lenin (diófa, portrédombormű, Szakszervezetek Országos Tanácsa Székház)
- 1976 – Baglyos (mészkő, plasztika, Kiskunfélegyháza, Batthyány Általános Iskola)
- 1979 – Deininger Imre (mészkő, portrédombormű, Mosonmagyaróvár, Agrártudományi Egyetem)
- 1980 – Jeltorony-napóra (mészkő, bronz, plasztika, Pusztavacs)
- 1986 – Sellő (bronz, kő, plasztika, Ózd, Csónakázó-tó)
- 1987 – Díszkút (mészkő, plasztika, Berettyóújfalu, park)
- 1989 – A bányászkodás emlékére (mészkő, gránit, emlékmű, Oroszlány)
- 1993 – Jókai Mór-portré (bronz, fa, szobor, Békéscsaba, Jókai Mór Középiskola Kollégiuma)
- 1997 – Mikszáth Kálmán-portré (bronz, kő, mellszobor, Illyefalva, Református Kollégium).